# Ján Ursíny

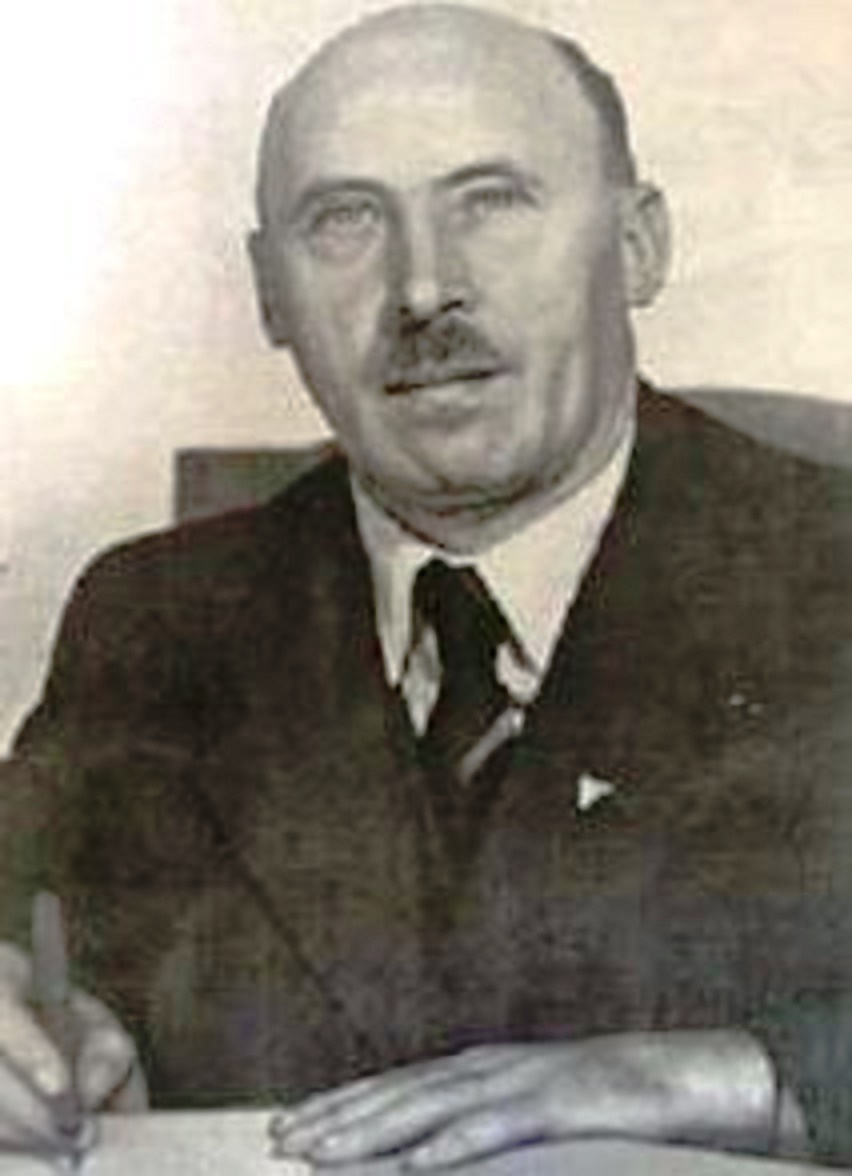
Ján Ursíny

Ján Ursíny (* 11. Oktober 1896 in Rakša, Österreich-Ungarn; † 8. Januar 1972 Rakša, Tschechoslowakei) war ein tschechoslowakischer und slowakischer Politiker der Agrarierpartei.

## Leben
In den 1930er Jahren engagierte er sich in der slowakischen Agrarier-Bewegung, die er auch als Abgeordneter im Parlament der Ersten Tschechoslowakischen Republik vertrat. Er war einer der Mitarbeiter Milan Hodžas, Ursíny identifizierte sich jedoch im Gegensatz zu diesem als überzeugter Patriot nicht mit dem Tschechoslowakismus.
Ursíny war Organisator und einer der direkten Initiatoren des Slowakischen Nationalaufstands. Nach dem Krieg wurde er als Mitbegründer und Vizevorsitzender der Demokratischen Partei 1947 von den Kommunisten diskreditiert, die ihn anschließend festnahmen und zu einer langjährigen Gefängnisstrafe verurteilten. Im Jahr 1953 wurde Ursiny freigelassen, ins politische Leben kehrte er jedoch nicht mehr zurück.